# Tomburg-Kaserne
Die Tomburg-Kaserne ist eine Kaserne der Bundeswehr am Standort Rheinbach. Sie beherbergt die Dienststellen Betriebszentrum IT-System der Bundeswehr (BtrbZ IT-SysBw, BITS) und Zentrum Cyber-Operationen (ZCO) sowie unter anderem Teile des Zentrums Cyber-Sicherheit der Bundeswehr (ZCSBw) und des Kommandos Informationstechnik der Bundeswehr (Kdo-ITBw).

## Lage
Die Tomburg-Kaserne, die nach der beim Ortsteil Wormersdorf gelegenen Tomburg benannt ist, liegt innerhalb der Gemarkung der linksrheinischen Kleinstadt Rheinbach am Fuße der Eifel im Rhein-Sieg-Kreis und gehört zu den eher kleineren militärischen Kasernenobjekten Deutschlands. Das Objekt ist über die Haupteinfahrt Münstereifeler Straße 75 erreichbar.

## Geschichte
Bereits vor der Gründung der Bundeswehr wurde der heutige Kasernenbereich durch die damaligen belgischen Gaststreitkräfte genutzt. Am 5. Juli 1956 wurde das Barackenlager von den Belgiern an die Standortverwaltung Bonn übergeben. Die Kaserne firmierte zunächst unter dem Namen „Lager Rheinbach“, bis sie 1968 den heutigen Namen „Tomburg-Kaserne“ erhielt. 1957 wurden das Wachbataillon beim Bundesministerium für Verteidigung (WachBtl BMVg), das Lehrmusikkorps der Bundeswehr und die Feldjägerlehrkompanie dort untergebracht. Die erste Einheit, die in Rheinbach aufgestellt wurde, war die Fernmeldeführungskompanie BMVg. Seit dieser Zeit gehören Soldaten der Bundeswehr – unbenommen zahlreicher Stilllegungen von Bundeswehrliegenschaften, Verringerungen der Personalstärke und Strukturreformen – zum Gesicht der Stadt. Im Jahr der Wiedervereinigung 1990 wurden von hier die ersten grenzüberschreitenden Fernmeldeverbindungen der obersten Bundeswehrführung zum Ministerium für Nationale Verteidigung der DDR nach Strausberg (Liegenschaft heute Von-Hardenberg-Kaserne) bereitgestellt.

### Truppenteile/Dienststellen
Die folgende Zusammenstellung Truppenteile/Dienststellen zeigt in einer kurzen Übersicht bisher dort ansässige Einheiten/Dienststellen:
| Wappen                              | Dienststelle                                                                           | OrgBe       | Zeitraum           | Bemerkungen |
| ----------------------------------- | -------------------------------------------------------------------------------------- | ----------- | ------------------ | --- |
|                                     | Kommando Informationstechnik-Services der Bundeswehr (KdoIT-SBw)                       | CIR         | seit 1. April 2023 | dem KdoCIR unterstellt |
|                                     | Zentrum Cyber-Operationen (ZCO)                                                        | CIR         | seit 2018          | dem Kommando Aufklärung und Wirkung unterstellt.                                                                                                |
|                                     | Betriebszentrum IT-System der Bundeswehr (BtrbZ IT-SysBw)                              | CIR         | 2013–2023          | dem KdoITBw unmittelbar unterstellt |
|                                     | Sanitätsversorgungszentrum Rheinbach                                                   | ZSanDstBw   | unbekannt          | nicht mehr am Standort vertreten |
|                                     | Kommando Strategische Aufklärung (KdoStratAufkl, KSA)                                  | CIR         | 2002–2018          | zunächst das ganze Kommando (bis 2007), zuletzt Abteilung CNO bis zur Um-/Ausgliederung als ZCO                                                 |
|                                     | Teile: Kommando Informationstechnik der Bundeswehr                                     | SKB         | 2013–2014          | Abteilung Einsatz, KdoITBw |
|                                     | Streitkräfteunterstützungskommando (SKUKdo)                                            | SKB         | 2002–2012          | Abteilung Führungsunterstützung |
|                                     | Bundesamt für Informationsmanagement und Informationstechnik der Bundeswehr (IT-AmtBw) | Rüstung     | 2002–2010          | nur Teile |
|                                     | Führungsunterstützungsbrigade 900 (FüUstgBrig 900)                                     | Heer        | 1994–1996          | Wurde zum Führungsunterstützungsregiment 28 umgegliedert und nach Mechernich verlegt.                                                           |
|                                     | Amt für Fernmelde- und Informationssysteme der Bundeswehr (AFmISBw)                    | ZMilDBw/SKB | 1990–2002          | Nachfolger FmABw |
| Fernmeldeamt der Bundeswehr (FmABw) | ZMilDBw                                                                                | 1982–1990   |                    | |
|                                     | Fernmeldebataillon 910                                                                 | Heer        | 1964–1994          | |
|                                     | Führungsfernmeldekompanie                                                              | Heer        | 1957–1964          | |
|                                     | Wachbataillon beim Bundesministerium der Verteidigung (WachBtl BMVg)                   | Heer        | 1957–1959          | |
|                                     | Feldjägerlehrkompanie                                                                  | Heer        | 1957–1958          | Gehörte zunächst zum Wachbataillon, wurde an das Feldjägerbataillon BMVg abgegeben.                                                             |
|                                     | Lehrmusikkorps der Bundeswehr (heute: Musikkorps der Bundeswehr)                       | Heer        | 1957–1959          | Gehörte zunächst zum Wachbataillon, wurde am 1. Juni 1959 in Stabsmusikkorps der Bundeswehr umbenannt, ausgegliedert und nach Siegburg verlegt. |
|                                     | Verband der belgischen Streitkräfte in Deutschland                                     |             | 1945–1957          | |

### Regionale Einbindung
Regelmäßig zum „Rheinischen Karneval“ muss die Dienstflagge der Bundeswehr der weißen Flagge weichen, wenn die Übermacht der Narren die Kaserne erstürmt und den Standortältesten in Geiselhaft nimmt.
Auch wenn es immer schwieriger wird, Soldaten für die „Verteidigung der Tomburg-Kaserne“ zu gewinnen und auszubilden, wird an der Tradition seit über 50 Jahren festgehalten, um die Verbundenheit zur Rheinbacher Bevölkerung aufrechtzuerhalten und weiter zu festigen.
Auf Grundlage des Beschlusses des Rates der Stadt Rheinbach und der Genehmigung durch den Kommandeur des Führungsunterstützungskommandos der Bundeswehr (jetzt: Kommando Informationstechnik der Bundeswehr) von Ende 2013 konnte 2014 die Patenschaft zwischen der Stadt Rheinbach und dem Betriebszentrum IT-System der Bundeswehr (BITS) besiegelt werden. Das fünfjährige Bestehen dieser partnerschaftlichen Zusammenarbeit von Stadt und BITS wurde am 24. September 2019 mit einem Festakt in der Stadthalle Rheinbach gefeiert.
Am 31. Juli 2023 machte Verteidigungsminister Pistorius seinen Antrittsbesuch in der Tomburg-Kaserne.